# 话语卷轴

一个特奥蒂瓦坎棍球运动员形象。 注意双色话语卷轴外侧点缀着的小三角形状的“标签”。

话语卷轴（speech scroll），又称语音卷轴、飘旗（banderole）或经符（phylactery），是艺术史上一种通常用来表示人物语音的绘画形式。有时候也用来表示其他种类的音响，如歌曲。
话语卷轴曾出现在两个不同大陆中并独立发展：欧洲大陆的艺术家们从中世纪和文艺复兴时期就开始使用话语卷轴表示声音，然而直到16世纪西班牙征服阿兹特克帝国时，世人才发现中美洲文明的艺术家早在公元前650年就开始使用这种表示方式了。不过它们在形态上大不相同——欧洲话语卷轴多以卷曲的羊皮纸或羊皮纸条表现，而中美洲的话语卷轴仅仅只是卷曲的抽象“形状”，看起来更像问号 。

## 前哥伦布时期的中美洲

于圣安德勒斯出土的滚筒印章平面拓印。

话语卷轴在中美洲使用相当广泛。其中最早例子之一是大约公元前650年的奥尔姆克文明的陶瓷滚筒印章上的图案（如右下图）。从图中可以看到，有两条线从一只鸟的嘴射出，指向“3 Ajaw”（一位统治者的名字）的字形 。 另一个典型例子是特奥蒂瓦坎古城古典时代遗址中的壁画。这些壁画含有大量话语卷轴，比如特潘提特拉大院壁画
，有不下二十幅。
中美洲的话语卷轴通常在开头向上弯曲，于中间螺旋向下弯曲。 有一些话语卷轴是被分成两瓣的，每一瓣的上色也是不同的。虽然中美洲的话语卷轴很少出现字形或其他文字类标记，但是在卷轴的外边缘能时常看到一些被叫做“标签（tabs）”（通常是小的三角形或正方形的块形）的图形。一些观点猜想，中美洲文化中的话语卷轴或许表示的是舌头，而“标签”或许表示牙齿。 

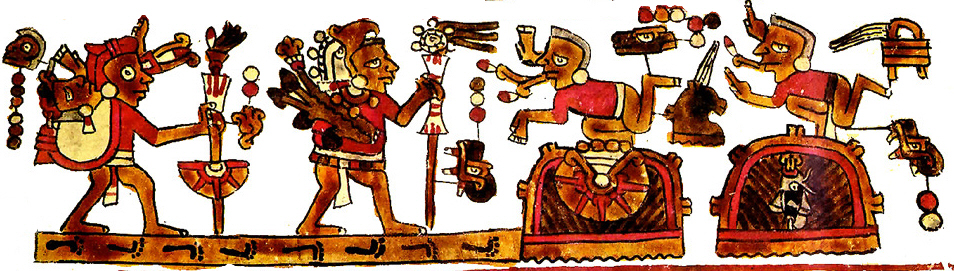
右侧的两个人物的小型话语卷轴上有红色和白色的“火石刀”图案，象征他们正在用语言攻击左侧的旅行者形象的人物。来源于《塞尔登法典》第7页。

有时，话语卷轴也有用来表示语气的成分，比如： 
- 在奇琴伊察的玛雅遗址的雕刻中，统治者的话语卷轴体现为蛇的形状。 [5]
- 16世纪的《阿兹台克人手抄本》中，西班牙人的话语卷轴上装饰着羽毛，象征着“温柔而流畅的文字”。 [6]
- 在另一个16世纪的手抄本《塞尔登法典（英语：Codex Selden）》中，两个米斯特克统治者（如上图）话语卷轴中的“火石刀”图案象征他们正在侮辱另外两位使者。 [7]

与许多其他中美洲的土著传统一样，中美洲话语卷轴在中美洲被西班牙征服之后的几十年中逐渐绝迹。 

## 欧洲飘旗

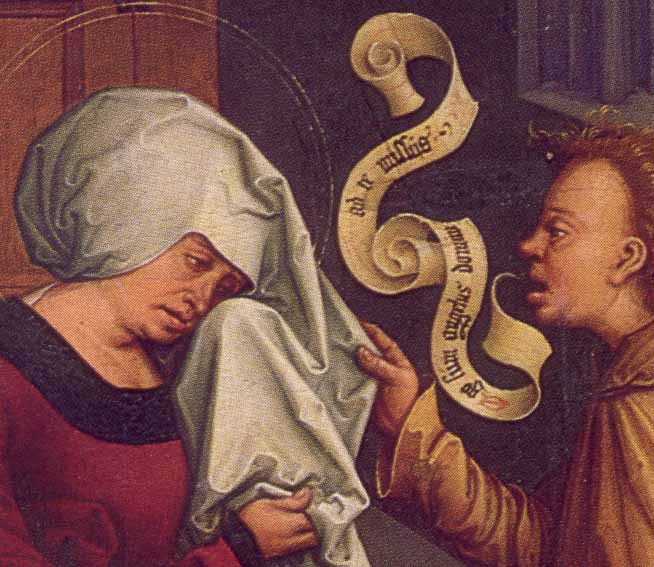
伯纳德·斯特里杰尔 （Bernhard Strigel） 创作于1506年。

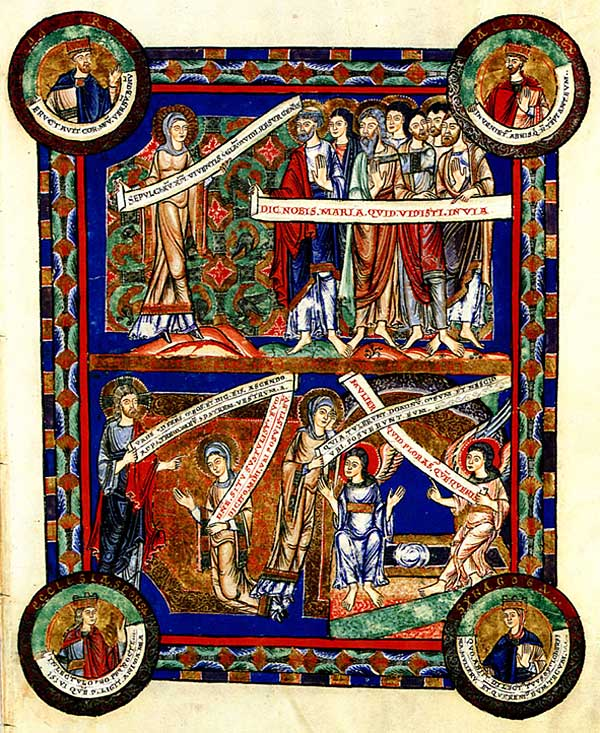
耶稣复活的场景， 泥金手抄本 ，1188年。

与以抽象形式存在的中美洲话语卷轴相反，最早出现于哥特时期的中世纪欧洲的话语卷轴（或称飘旗）的形象更像真正的“卷轴”。这种话语卷轴一般在绘画中体现为“漂浮”在某个三维的场景里，或者在某个雕像中真正地被雕刻出来。值得注意的是，拜占庭艺术家们通常会把某个人物所说的话标在说话人的旁边——这种标注的方式被称为题词，而不是飘旗。 
飘旗早期出现在奥托三世的《柳塔尔福音》（约975年）和12世纪的英国罗马艺术作品《回廊十字架》。  在后者中，飘旗特地用来表示《旧约》中先知们所说的话，以区别其他形象如《新约》中的四传福音和剩余的基督圣徒。巧合的是，这种标记方式相当具有说服力：因为最初确实只有《旧约》写在卷轴上，同时几乎所有尚存的《新约》都是更像现代书籍的“抄本”。 
13世纪的意大利也出现这种标记方式，如契马布埃的《辉煌的神圣三位一体》（乌菲兹美术馆，1280–90）， 杜乔·迪·博尼塞尼亚的《马埃斯塔》（1308-11）。在这些作品中，它们也可以被用于表示天使的语音，如加百列在天使报喜场景中对玛丽亚寒暄的内容。 
从14世纪开始，飘旗越来越多广泛地被艺术家们采用，便于让他们在作品中加入更丰富的内容。不过由于这些卷轴的内容通常以拉丁语为主，没有得到太多的受众。 尽管如此，有时也可以在欧洲的世俗作品中看到话语卷轴——通常是用以注明人名与人物身份。
在雕塑中，人物的语言通常会被书写在被实际雕刻出来的卷轴上（如今大多已被磨损）。然而，在一些晚期哥特式和文艺复兴时期的艺术作品或建筑装饰中，飘旗似乎仅用于装饰目的。
与中美洲话语卷轴的图案为主所不同的是，欧洲的话语卷轴总是有着确切的文字内容，更像现代漫画里的对话框。由于话语卷轴大多数是在宗教作品中出现，所以这些文字内容一般是所描绘人物在圣经说过的话。例如，在表现《旧约》的先知时，经常会引用他们在书中的言论。同时，由于他们的说话内容通常与宗教有关，因此即使在以方言为主的木刻版画插图中，话语卷轴也大多以拉丁文体现。 
欧洲的语音卷轴最终也逐渐淡出艺术领域。一些观点认为，这是因为人们逐渐将目光转向了写实主义。

## 相关链接
- 对话框
- 飘旗（英语：Banderole）
- 玛雅语

## 笔记
1. ↑  Petersen 2011，第19頁
2. ↑  Pohl, Pope, Nagy 2002, pp. 1984–1987
3. ↑  Holt, Endangered Language Fund.
4. ↑  famsi.
5. ↑  Coggins 1992, p. 104.
6. ↑  Wishart p.300
7. ↑  Boone 1994, p. 59.
8. ↑  Kantorowicz 1997，第67頁
9. ↑  Ladis & Maginnis 1997, pp. 155-156
10. ↑  Ladis & Maginnis 1997, pp. 156-161
11. ↑  Hilmo 2004, p. xxiv.